# Мостисский район
Мости́сский райо́н (укр. Мостиський район) — упразднённая административная единица Львовской области Украины. Административный центр — город Мостиска. В составе района находился город районного значения Судовая Вишня.

## История
21 января 1959 года к Мостисскому району была присоединена часть территории упразднённого Крукеницкого района, а 23 сентября 1959 года — части территорий упразднённых Нижанковичского и Судово-Вишнянского районов. Упразднён 30 декабря 1962 года, восстановлен 8 декабря 1966 года

## Население
По результатам всеукраинской переписи населения 2001 года в районе проживало 61,9 тысяч человек (96,7 % по отношению к переписи 1989 года), из них русских — 0,3 тысяч человек (0,5 %) и поляков — 4,7 тысяч человек (7,6 % по отношению ко всему населению).